# 세발치
세발치(tripodfish, 학명: Bathypterois grallator)는 낮은 위도에서 발견되는 긴촉수매퉁이과에 속하는 심해어류 물고기입니다. 현재는 사진과 잠수 관측으로 비교적 잘 알려져 있으며, 꼬리에 있는 훨씬 긴 지느러미와 서 있는 두 개의 골반 지느러미를 사용하여 호수 강바닥의 부드러운 진흙 위에 앉아 있는 것을 선호하는 것으로 보이며, 가슴지느러미를 앞으로 향하게 하여 돌출된 지느러미가 여러 개의 더듬이처럼 상류를 향하게 하고, 실제로 촉각 기관으로 사용됩니다. B. grallator는 자웅동체입니다. 적어도 18종이 긴촉수매퉁이속에 속하며, 그중 몇몇은 B. grallator와 비슷한 외모와 행동을 가지고 있습니다. B. grallator는 이 속에서 가장 큰 종으로, 보통 표준 길이 30cm(12인치)을 초과하고 최대 43.4cm(17.1인치)에 이릅니다.

## 특징
때때로 심연 거미 물고기라고 불리는 세발치는 꼬리 지느러미와 두 골반 지느러미 아래로 튀어나온 한 줄기의 긴 지느러미를 가지고 있다. 물고기의 머리와 몸은 길이가 최대 43.4cm(17.1인치)이지만, 지느러미는 1m(3피트 3인치) 이상일 수 있다. 대부분의 경우,세발치는 바다 바닥에서 세 개의 지느러미로 서서 먹이를 사냥한다. 지느러미가 꽤 뻣뻣한 것으로 추정되지만, 연구자들은 물고기를 수영으로 놀라게 했고, 지느러미는 유연한 것으로 보인다. 과학자들은 물고기가 지느러미를 더 단단하게 만들기 위해 '서 있을' 때 유체를 이 지느러미로 펌핑한다고 말했다.

## 서식지
세발치는 대서양, 태평양, 인도양에서 북위 40°S까지 비교적 광범위하게 발견되는데 878m에서 4,720m(2,881에서 15,486피트) 깊이에서 발견되는 광심성 물고기이다.

## 먹이
세발치는 저조도 환경에서 음식을 찾는 데 도움이 되는 특별한 시각적 적응이 없어 음식을 식별하기 위해 촉각과 기계 감각 신호를 사용한다. 물고기가 해저에 긴 지느러미로 자리 잡고 있을 때, 그것을 보지도 않고도 먹이를 얻을 수 있다. 세발치의 입은 새우, 작은 물고기, 그리고 헤엄치는 작은 갑각류를 잡기에 딱 적당한 높이로 끝난다. 그들은 꼬리에 매우 길쭉한 지느러미와 두 개의 골반 지느러미를 사용하여 진흙에 앉는 것을 선호하는 것 같다. 물고기는 앞 지느러미로 물속의 물체를 감지한다. 이 지느러미는 손처럼 행동한다.

## 생식
한 마리가 남성과 여성의 생식기를 모두 가지고 있다. 만약 두 마리의 세발치가 우연히 만난다면, 그들은 짝짓기를 한다. 그러나 세발치가 파트너를 찾지 못하면, 정자와 난자를 모두 만들어 스스로 자손을 낳는다.

## 관련 및 유사 종
비슷한 종은 종종 같은 지역에서 관찰된다. 2001년 보고서에는 비스케이 만에서 50°N까지 Bathypterois dubius의 관측이 포함되었다.
몇몇 뱅어와 세발치 사이에는 눈에 띄는 평행선이 존재한다. 뱅어와 세발치는 모두 움직임이 비시각적, 특히 기계 감각 기능이 가져다주는 부수적인 이점과 함께 기질 위에 움직이지 않고 앉아 있는 유사한 전략을 사용한다.

세발치는 거미 물고기 Bathypterois longifilis와 밀접한 관련이 있으며, 이는 외모와 습관이 비슷하지만 더 작고 지느러미 확장이 훨씬 짧다. 이들은 종종 매우 가까이 서 있는 것이 발견된다.